# Coupe du monde de VTT 1993
Navigation
1992 1994
La Coupe du monde de VTT 1993 est la 3e édition de la Coupe du monde de VTT. Pour la première fois la descente fait son apparition sur 6 étapes, contre 10 pour le cross-country.

## Cross-country

### Hommes
| #  | Date        | Lieu               | Vainqueur           | Deuxième            | Troisième          | Leader du général   |
| -- | ----------- | ------------------ | ------------------- | ------------------- | ------------------ | ------------------- |
| 1  | 25 avril    | Barcelone          | Thomas Frischknecht | Peter Hric          | Daryl Price        | Thomas Frischknecht |
| 2  | 2 mai       | Bassano del Grappa | Mike Kluge          | Thomas Frischknecht | Daniele Bruschi    | Thomas Frischknecht |
| 3  | 9 mai       | Houffalize         | Mike Kluge          | John Tomac          | Jan Wiejak         | ?                   |
| 4  | 20 juin     | Mount Snow         | Thomas Frischknecht | Peter Hric          | David Wiens        | ?                   |
| 5  | 27 juin     | Mont Sainte-Anne   | David Juarez        | Thomas Frischknecht | Peter Hric         | ?                   |
| 6  | 4 juillet   | Bromont            | Gerhard Zadrobilek  | Tim Gould           | John Tomac         | ?                   |
| 7  | 11 juillet  | Vail               | Beat Wabel          | Don Myrah           | John Weissenrieder | ?                   |
| 8  | 25 juillet  | Mammoth Lakes      | David Wiens         | Tim Gould           | John Tomac         | ?                   |
| 9  | 29 août     | Plymouth           | David Baker         | Ned Overend         | John Tomac         | ?                   |
| 10 | 4 septembre | Berlin             | Henrik Djernis      | Albert Iten         | John Tomac         | Thomas Frischknecht |

| Pos | Coureur             | Pts |
| --- | ------------------- | --- |
| 1.  | Thomas Frischknecht |     |
| 2.  | John Tomac          |     |
| 3.  | Peter Hric          |     |

### Femmes
| #  | Date        | Lieu               | Vainqueur       | Deuxième       | Troisième          | Leader du général |
| -- | ----------- | ------------------ | --------------- | -------------- | ------------------ | ----------------- |
| 1  | 25 avril    | Barcelone          | Juliana Furtado | Alison Sydor   | Caroline Alexander | Juliana Furtado   |
| 2  | 2 mai       | Bassano del Grappa | Juliana Furtado | Alison Sydor   | Chantal Daucourt   | Juliana Furtado   |
| 3  | 9 mai       | Houffalize         | Juliana Furtado | Alison Sydor   | Silvia Fürst       | Juliana Furtado   |
| 4  | 20 juin     | Mount Snow         | Juliana Furtado | Ruthie Matthes | Chantal Daucourt   | Juliana Furtado   |
| 5  | 27 juin     | Mont Sainte-Anne   | Juliana Furtado | Ruthie Matthes | Sara Ballantyne    | Juliana Furtado   |
| 6  | 4 juillet   | Bromont            | Juliana Furtado | Alison Sydor   | Ruthie Matthes     | Juliana Furtado   |
| 7  | 11 juillet  | Vail               | Juliana Furtado | Ruthie Matthes | Susan DeMattei     | Juliana Furtado   |
| 8  | 25 juillet  | Mammoth Lakes      | Juliana Furtado | Susan DeMattei | Jill Smith         | Juliana Furtado   |
| 9  | 29 août     | Plymouth           | Ruthie Matthes  | Susan DeMattei | Jill Smith         | Juliana Furtado   |
| 10 | 4 septembre | Berlin             | Juliana Furtado | Alison Sydor   | Ruthie Matthes     | Juliana Furtado   |

| Pos | Coureuse       | Pts |
| --- | -------------- | --- |
| 1.  | Juli Furtado   |     |
| 2.  | Ruthie Matthes |     |
| 3.  | Alison Sydor   |     |

## Descente

### Hommes
| # | Date       | Lieu             | Vainqueur        | Deuxième           | Troisième          | Leader du général |
| - | ---------- | ---------------- | ---------------- | ------------------ | ------------------ | ----------------- |
| 1 | 6 juin     | Cap-d'Ail        | Nicolas Vouilloz | Jürgen Beneke      | Stefano Migliorini | Nicolas Vouilloz  |
| 2 | 13 juin    | Lillehammer      | Rune Høydahl     | Jürgen Beneke      | Morten Jemtegaard  |                   |
| 3 | 27 juin    | Mont Sainte-Anne | John Tomac       | Dave Cullinan      | Jake Watson        |                   |
| 4 | 10 juillet | Vail             | Dave Cullinan    | Jimmy Deaton       | Stefano Migliorini |                   |
| 5 | ?          | Hunter Mountain  | Jürgen Beneke    | Stefano Migliorini | John Tomac         |                   |
| 6 | ?          | Kaprun           | Jürgen Beneke    | Jürgen Sprich      | John Tomac         | Jürgen Beneke     |

| Pos | Coureur            | Pts |
| --- | ------------------ | --- |
| 1.  | Jürgen Beneke      |     |
| 2.  | John Tomac         |     |
| 3.  | Stefano Migliorini |     |

### Femmes
| # | Date       | Lieu             | Vainqueur        | Deuxième         | Troisième       | Leader du général              |
| - | ---------- | ---------------- | ---------------- | ---------------- | --------------- | ------------------------------ |
| 1 | 6 juin     | Cap-d'Ail        | Giovanna Bonazzi | Regina Stiefl    | Rita Bürgi      | Giovanna Bonazzi               |
| 2 | 13 juin    | Lillehammer      | Regina Stiefl    | Giovanna Bonazzi | Brigitta Kasper | Giovanna Bonazzi Regina Stiefl |
| 3 | 27 juin    | Mont Sainte-Anne | Missy Giove      | Regina Stiefl    | Penny Davidson  | Regina Stiefl                  |
| 4 | 10 juillet | Vail             | Missy Giove      | Giovanna Bonazzi | Penny Davidson  | Regina Stiefl                  |
| 5 | ?          | Hunter Mountain  | Regina Stiefl    | Giovanna Bonazzi | Leigh Donovan   | Regina Stiefl                  |
| 6 | ?          | Kaprun           | Regina Stiefl    | Giovanna Bonazzi | Missy Giove     | Regina Stiefl                  |

| Pos | Coureuse         | Pts |
| --- | ---------------- | --- |
| 1.  | Regina Stiefl    |     |
| 2.  | Giovanna Bonazzi |     |
| 3.  | Missy Giove      |     |